# كاري ميرسير
كاري ميرسير هو مغني كندي، ولد في عقد 1975.

## وصلات خارجية
- كاري ميرسير على موقع ميوزك برينز (الإنجليزية)
- كاري ميرسير على موقع ديسكوغز (الإنجليزية)